# Dichelops furcatus
La chinche del maíz o chinche de los cuernos (Dichelops furcatus) es un insecto hemíptero de la familia Pentatomidae.
Los adultos miden de 6 a 11 mm de largo, su color varía del marrón al amarillo-amarronado. Su zona ventral es de color verde. La cabeza posee dos extremos aguzados (comúnmente denominados "cuernitos"). El primer segmento torácico posee un margen delantero aserrado con una proyección aguda a cada lado. Las hembras colocan sus huevos en racimos ordenados. Generalmente el daño que causan a las plantaciones del maíz son la inserción de una toxina que genera malformación a las plántulas.
La ninfa cuando esta completamente desarrollada es rosada o verdosa y se encuentra completamente recubierta de alvéolos rosados y negros.

## Impacto sobre las plantas
Las pequeñas plantas incipientes de maíz que son atacadas por Dichelops furcatus presentan crecimiento anormal de las hojas y perforaciones simétricas. En especial en las hojas se observan bordes amarillentos producto de las toxinas que deja la chinche al alimentarse de las hojas pequeñas del maíz.